# System Informacji Miejskiej w Krakowie
System Informacji Miejskiej (SIM) w Krakowie – ujednolicone pod względem wizualnym, konstrukcyjnym i architektonicznym komunikaty wizualne wraz z nośnikami informacji stanowiące oznakowanie przestrzeni miejskiej w Krakowie, wprowadzane przez Zarząd Transportu Publicznego w Krakowie od 2017 roku. System ten będzie obejmować oznakowanie nazw ulic i punktów adresowych, obiektów użyteczności publicznej, obiektów kulturalnych i rekreacyjnych, a także system znaków publicznych do stosowania na tablicach informacyjnych i mapach.

## Historia
- lipiec 2017 – Miasto Kraków i Stowarzyszenie Twórców Grafiki Użytkowej ogłosiły konkurs na zaprojektowanie nowego SIM dla Krakowa z nagrodą główną w wysokości 190 000 złotych[3].
- sierpień 2017 – Nadesłano 35 propozycji, z których 5 przeszło do II etapu[4].
- październik 2017 – Rostrzygnięcie konkursu. Wygrał go zespół projektowy Towarzystwo Projektowe + Para Buch pod kierunkiem prof. Jerzego Porębskiego[1].
- grudzień 2020 – Pilotaż systemu w okolicach DH Jubilat i Wawelu[5].
- luty-marzec 2021 – Konsultacje społeczne[6].
- listopad 2021 – Geoankieta dla mieszkańców, celem której było uzyskanie informacji, jakich nazw używają mieszkańcy do określenia najbliższej okolicy swojego miejsca zamieszkania[7].
- sierpień 2022 – Oficjalne przyjęcie SIM (Zarządzenie Nr 2260/2022 Prezydenta Miasta Krakowa z dnia 10 sierpnia 2022 r. w sprawie wprowadzenia Systemu Informacji Miejskiej dla Krakowa)[8].
- grudzień 2021 – Zaprezentowano nowy podział Krakowa na 105 obszarów SIM[9].
- grudzień 2022 –  Montaż „witaczy” oraz montaż pierwszych tablic kierunkowych[10].

## Podział Krakowa na obszary SIM

Mapa Krakowa z granicami 105 obszarów SIM

W czasie konsultacji społecznych na początku 2021 roku 61,9% zapytanych mieszkańców stwierdziło, że lepszym pomysłem jest użycie na tablicach kierunkowych nazw mniejszych obszarów zamiast nazw rozległych dzielnic samorządowych. Aby opracować podział na mniejsze obszary, zaproszono do współpracy urbanistów i geografów ekonomiczno-społecznych z Uniwersytetu Ekonomicznego w Krakowie. Od 3 do 14 listopada mieszkańcy mogli wypełnić geoankietę, celem której było pozyskanie danych nt. nazw, używanych przez mieszkańców do nazywania swojej najbliższej okolicy.
10 grudnia 2021 roku został przedstawiony nowy podział Krakowa na 105 obszarów SIM. Podział przebiega wzdłuż osi ulic i węzłów drogowych oraz linii i węzłów kolejowych, a także osi rzek i potoków, granic osiedli mieszkaniowych, terenów przemysłowych, magazynowych, wojskowych (specjalnych), czy szerokich wiązek torów.

### Obszary SIM
Lista obszarów SIM według Zarządzenia Prezydenta Miasta Krakowa w sprawie wprowadzenia Systemu Informacji Miejskiej dla Krakowa z dnia 10 sierpnia 2022
| Dzielnica I Stare Miasto                                                                                      | Dzielnica II Grzegórzki | Dzielnica III Prądnik Czerwony |
| --- | --- | --- |
| - Kazimierz - Kleparz - Nowy Świat - Piasek - Przedmieście Warszawskie - Stare Miasto - Stradom - Wesoła I    | - Dąbie - Grzegórzki - Osiedle Oficerskie - Wesoła II                                                                        | - Olsza - Prądnik Czerwony - Rakowice |
| Dzielnica IV Prądnik Biały                                                                                    | Dzielnica V Krowodrza | Dzielnica VI Bronowice |
| - Azory - Bronowice Wielkie - Górka Narodowa - Krowodrza Górka - Prądnik Biały - Tonie - Witkowice - Żabiniec | - Czarna Wieś - Krowodrza - Łobzów - Małe Błonia - Nowa Wieś                                                                 | - Bronowice - Bronowice Małe - Mydlniki                                                                                                  |
| Dzielnica VII Zwierzyniec                                                                                     | Dzielnica VIII Dębniki | Dzielnica IX Łagiewniki-Borek Fałęcki |
| - Bielany - Błonia - Chełm - Las Wolski - Olszanica - Przegorzały - Wola Justowska - Zakamycze - Zwierzyniec  | - Bodzów - Dębniki - Kobierzyn - Kostrze - Ludwinów - Olszyny - Pychowice - Ruczaj - Sidzina - Skotniki - Tyniec - Zakrzówek | - Białe Morza - Borek Fałęcki - Cegielniana - Łagiewniki                                                                                 |
| Dzielnica X Swoszowice                                                                                        | Dzielnica XI Podgórze Duchackie                                                                                              | Dzielnica XII Bieżanów-Prokocim |
| - Jugowice - Kliny - Kosocice - Opatkowice - Rajsko - Soboniowice - Swoszowice - Wróblowice - Zbydniowice     | - Kurdwanów - Piaski Wielkie - Wola Duchacka                                                                                 | - Bieżanów - Kozłówka - Prokocim - Rżąka - Złocień                                                                                       |
| Dzielnica XIII Podgórze                                                                                       | Dzielnica XIV Czyżyny | Dzielnica XV Mistrzejowice |
| - Kabel - Płaszów - Przewóz - Rybitwy - Stare Podgórze - Zabłocie                                             | - Czyżyny - Łęg | - Mistrzejowice |
| Dzielnica XVI Bieńczyce                                                                                       | Dzielnica XVII Wzgórza Krzesławickie                                                                                         | Dzielnica XVIII Nowa Huta |
| - Bieńczyce - Zalew Nowohucki                                                                                 | - Grębałów - Kantorowice - Krzesławice - Lubocza - Łuczanowice - Wadów - Węgrzynowice - Wzgórza Krzesławickie - Zesławice    | - Branice - Kombinat - Kościelniki - Kujawy - Mogiła - Nowa Huta - Pleszów - Przylasek Rusiecki - Ruszcza - Wolica - Wróżenice - Wyciąże |